# Королькова, Александра Петровна
Александра Петровна Королькова (23 декабря 1930, Терехово, Московская область — 7 ноября 2016, Шилово, Рязанская область) — советский хозяйственный, государственный и политический деятель, Герой Социалистического Труда.

## Биография
Родилась в 1930 году в Шилове. Член КПСС.
С 1947 года — на хозяйственной, общественной и политической работе. В 1947—1990 гг. — доярка, оператор машинного доения совхоза «Шиловский» Шиловского района Рязанской области.
Указом Президиума Верховного Совета СССР от 8 апреля 1971 года присвоено звание Героя Социалистического Труда с вручением ордена Ленина и золотой медали «Серп и Молот».
Избиралась депутатом Верховного Совета РСФСР 8-го и 9-го созывов.
Умерла в Шилове в 2016 году.